# Lindenstrasse (TV-serie)
Lindenstrasse, tysk stavning: Lindenstraße, är en tysk såpopera som visades i TV-kanalen ARD varje vecka från 1985 till 2020. Serien skapades av Hans W. Geissendörfer och Geissendörfer Film- und Fernsehproduktion för WDR och visades i sammanlagt 1 758 avsnitt. Serien var den första såpoperan i sitt slag i Tyskland och utspelas i ett fiktivt kvarter i München. Den spelades huvudsakligen in i Köln. En av inspirationskällorna var den brittiska TV-serien Coronation Street.

## Skådespelare, roller, år

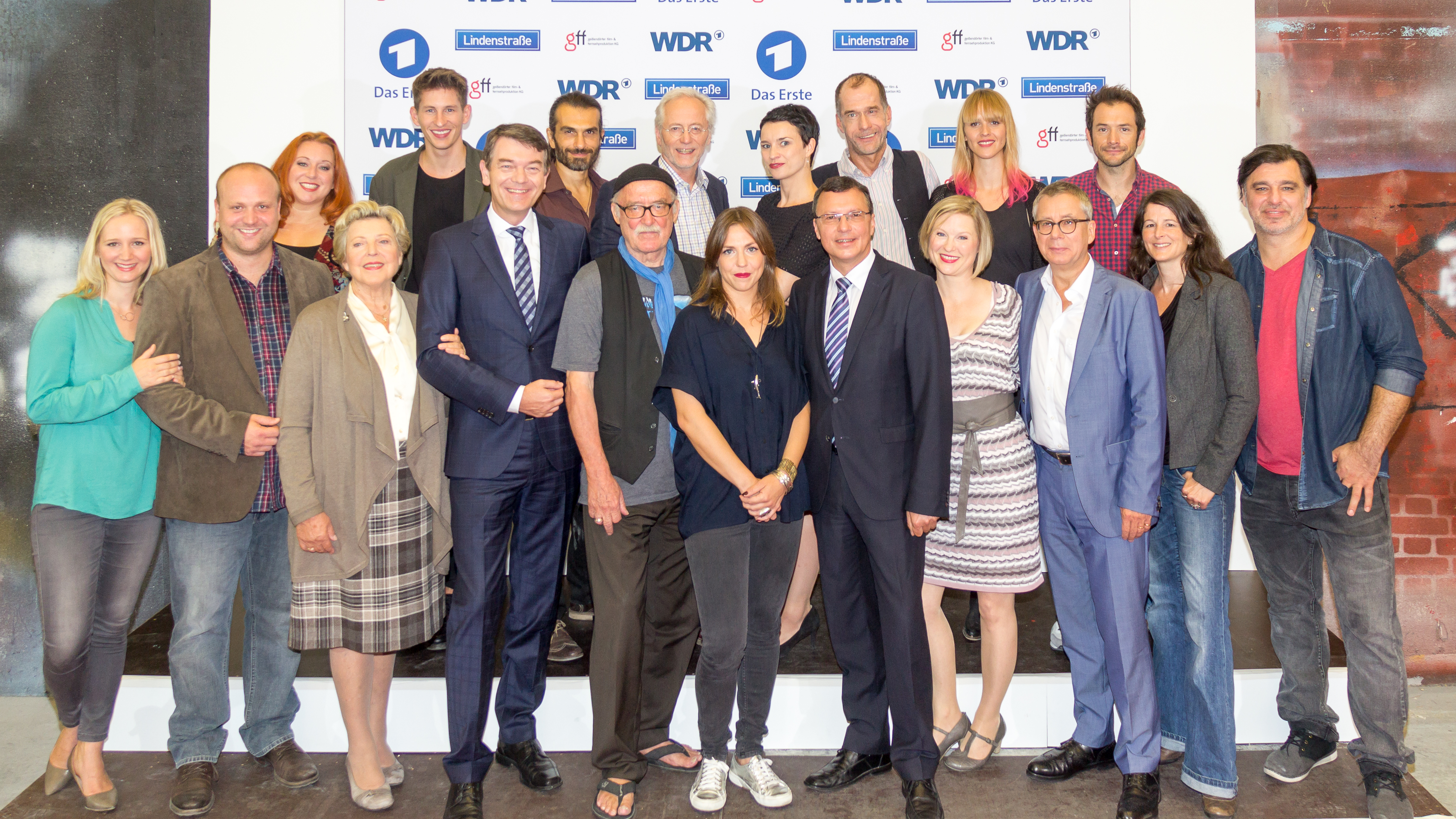
Gruppbild tagen i samband med TV-seriens 30-årsjubileum.

| Skådespelare            | roller                            | år               |
| ----------------------- | --------------------------------- | ---------------- |
| Domna Adamopoulou       | Elena Sarikakis, née Pallas       | 1985–            |
| Michael Baral           | Timotheus "Timo" Zenker #2        | 2009, 2014–      |
| Julia Beerhold          | Sandra Sarikakis, Löhmer #2       | 2013–            |
| Daniela Bette           | Angelina Dressler, Buchstab       | 2007–            |
| Jo Bolling              | Andreas "Andy" Zenker             | 1990–            |
| Ole Dahl                | Paul Dağdelen, Hoffmeister #3     | 2009–            |
| Irene Fischer           | Anna Ziegler, Jenner              | 1987–2013, 2015– |
| Joris Gratwohl          | Alexander "Alex" Behrend          | 2000–            |
| Jan Grünig              | Martin "Mürfel" Ziegler           | 1999–2013, 2015– |
| Erkan Gündüz            | Murat Dağdelen                    | 1999–            |
| Ludwig Haas             | Dr. Ludwig Dressler               | 1985–            |
| Hermes Hodolides        | Vasily Sarikakis                  | 1985–            |
| Beatrice Kaps-Zurmahr   | Andrea Neumann                    | 2004–2009, 2010– |
| Dominique Kusche        | Sophie Ziegler #2                 | 1998–            |
| Joachim Hermann Luger   | Hans Beimer                       | 1985–            |
| Marie-Luise Marjan      | Helga Beimer, Wittich             | 1985–            |
| Sarah Masuch            | Dr. Iris Brooks                   | 2012–            |
| Philipp Neubauer        | Dr. Philipp Sperling              | 1992–2003, 2012– |
| Sontje Peplow           | Lisa Dağdelen, Hoffmeister        | 1991–            |
| Harry Rowohlt           | Harald "Harry" Rennep             | 1995–            |
| Moritz A. Sachs         | Klaus Beimer                      | 1985–            |
| Greta Short             | Lara Brooks                       | 2012–            |
| Rebecca Siemoneit-Barum | Iphigenie "Iffi" Zenker           | 1990–2012, 2014– |
| Toni Snétberger         | Vincenzo "Enzo" Buchstab          | 2006–            |
| Gunnar Solka            | Peter "Lotti" Lottmann            | 2004–            |
| Philipp Sonntag         | Adolf "Adi" Stadler               | 2008–            |
| Andrea Spatzek          | Gabriele "Gabi" Zenker, Skabowski | 1985–            |
| Jacqueline Svilarov     | Nina Zöllig                       | 1999–2007, 2011– |
| Amorn Surangkanjanajai  | Gung Pham Kien                    | 1985–            |
| Sara Turchetto          | Marcella Varese #2                | 1998–            |
| Georg Uecker            | Dr. Carsten Flöter                | 1986–1991, 1995– |
| Claus Vinçon            | Georg "Käthe" Eschweiler          | 1996–2006, 2007– |
| Cosima Viola            | Jacqueline "Jack" Aichinger       | 2001–            |
| Sybille Waury           | Tanja Schildknecht                | 1985–            |
| Moritz Zielke           | Moritz "Momo" Sperling            | 1992–2001, 2002– |
| Dunja Dogmani           | Neyla Bakkoush                    | 2017-            |
| Ayman Cherif            | Yussuf Bakkoush                   | 2017-            |
| Aaron Rufer             | Jamal Bakkoush                    | 2017-            |